# Istituto nazionale della previdenza sociale
L' Istituto nazionale della previdenza sociale («Institut national de sécurité sociale») est la principale entité du système public de retraite italien. Tous les travailleurs salariés et la plupart des travailleurs indépendants, sans caisse de sécurité sociale autonome, doivent être inscrits à l'INPS. L'entité est placée sous la tutelle du ministère du Travail et des Politiques sociales.
Son activité principale est de garantir le service public lié aux prestations de sécurité sociale selon l'art. 38 de la Constitution italienne et les lois spéciales sur les assurances sociales obligatoires.

## Histoire
En 1898, la Cassa nazionale di previdenza per l'invalidità e la vecchiaia degli operai (« Caisse nationale de sécurité sociale pour les personnes handicapées et la vieillesse des travailleurs ») est fondée en tant qu'association volontaire intégrée avec la contribution de l'État et des entrepreneurs.
En 1919, l'affiliation devient obligatoire conformément au décret-loi n. 603 du 21 avril 1919, n. 603. Le décret reste en attente d’entérinement par la Chambre. Le 5 février 1920, le décret est ré-proposé par le ministre Carlo Ferraris et de nouveau le 25 juin suivant par le ministre Arturo Labriola du cabinet Giolitti V. Il est finalement entériné en 1923 par un décret donnant force de loi à la disposition. L'entité est renommée Cassa nazionale per le assicurazioni sociali (« Fonds national des assurances sociales »).

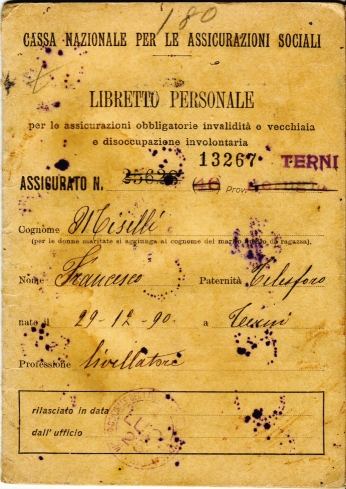
Un livret personnel délivré par le bureau CNAS de Terni le 1er juillet 1925.

Le Cabinet Mussolini transforme le Fonds national en  Istituto nazionale fascista della previdenza sociale (« Institut national fasciste de sécurité sociale ») ou INFPS. Son premier président est Giuseppe Bottai en 1932, auquel succède de 1935 à 1939 Bruno Biagi.
Les interventions ultérieures des législateurs italiens élargissent les compétences de l'institut auquel est confiée la gestion des profits des revenus dès 1939. En 1944, l'institut devient l' Istituto nazionale della previdenza sociale, une entité publique dotée d'une gestion autonome.
Au cours de la période 1968-1972, l'État italien introduit des pensions de retraite et des pensions sociales pour chaque citoyen de plus de 65 ans et sous un certain seuil de revenu. Le fonds extraordinaire et la retraite anticipée sont introduits ainsi que des allègements fiscaux pour les entreprises.
En 1978, le Service national de santé ( Servizio Sanitario Nazionale) est créé et l'INPS est chargé de percevoir les cotisations maladie et de payer les prestations correspondantes.
La loi. 88 du 9 mars 1989 réforme l'INPS et répartit financièrement l'aide de la sécurité sociale. Depuis les années 1990, différentes institutions de sécurité sociale de catégorie, cadres et certains ordres professionnels sont fusionnées dans l'INPS, la gestion des retraites est assurée par ce seul organisme avec la prise en charge des dettes et des économies sur les frais administratifs.
Depuis 1992, les réformes sont orientées afin de contenir le déficit de la sécurité sociale.
Au 31 décembre 2010, 20 millions de travailleurs étaient inscrits à l'INPS, le nombre de bénéficiaires de prestations de retraite s'élevait à 13,8 millions, les sommes versées en prestations de retraite et d'invalidité civile s’élevaient à 190 millions d'euros (données ISTAT).

## Description

### Système de financement
L'INPS règle les pensions et autres services de sécurité sociale à partir des recettes provenant pour environ 70% des cotisations obligatoires des assurances obligatoires et les 30% restants abondés par l'État.
Le décret-loi n. 201 du 6 décembre 2011, connu sous le nom de  Salva Italia (Sauve l'Italie), ordonne l'incorporation de l'INPDAP et de l'ENPALS dans l'INPS, en lui transférant les fonctions connexes et en augmentant le nombre d'affiliés de l'INPS à 95% des travailleurs italiens. Avec cette nouvelle loi, la transition du modèle de sécurité sociale corporative au modèle universel entamé avec la réforme Dini est confirmée.

### Organisation
En 1998, une restructuration organisationnelle à plusieurs niveaux de l'institut est lancée : le président, qui est le représentant légal de l'institution ; le conseil d'administration, composé de 8 membres, qui est responsable de la gestion et prépare les états financiers ; le conseil de direction et de surveillance, composé de 24 membres, qui représente toutes les forces sociales et est chargé de fixer les objectifs stratégiques et d'approuver les comptes ; le directeur général, qui est responsable des activités de l'organisme et de la réalisation de ses objectifs ; le collège des commissaires aux comptes et le magistrat de la Cour des comptes, qui exercent des fonctions de contrôle ; les comités régionaux et provinciaux qui, au niveau local, participent à la gestion de l'INPS.

### Administration
Vittorio Conti était président de l'INPS depuis le 1er février 2014 comme commissaire après la démission d'Antonio Mastrapasqua. Le 1er octobre 2014, Tiziano Treu est devenu président en tant que commissaire extraordinaire. Le 24 décembre 2014, l'ancien Premier ministre Matteo Renzi a annonce la nomination de l'économiste Tito Boeri comme nouveau président de l'INPS.
Lors du Conseil des ministres du 21 mai 2019, Pasquale Tridico a été choisi comme président de l'INPS.

### Nom dans les langues minoritaires de l'Italie
Dans les régions italiennes où règne le bilinguisme, le nom et l'abréviation de l'INPS sont traduits :
- dans la Vallée d'Aoste, bilingue italien / français, Institut national de la prévoyance sociale (INPS) ;
- dans le Tyrol du Sud, bilingue italien / allemand,  Nationalinstitut für Soziale Fürsorge (NISF).

## Activités

### Administration et gestion de la sécurité sociale

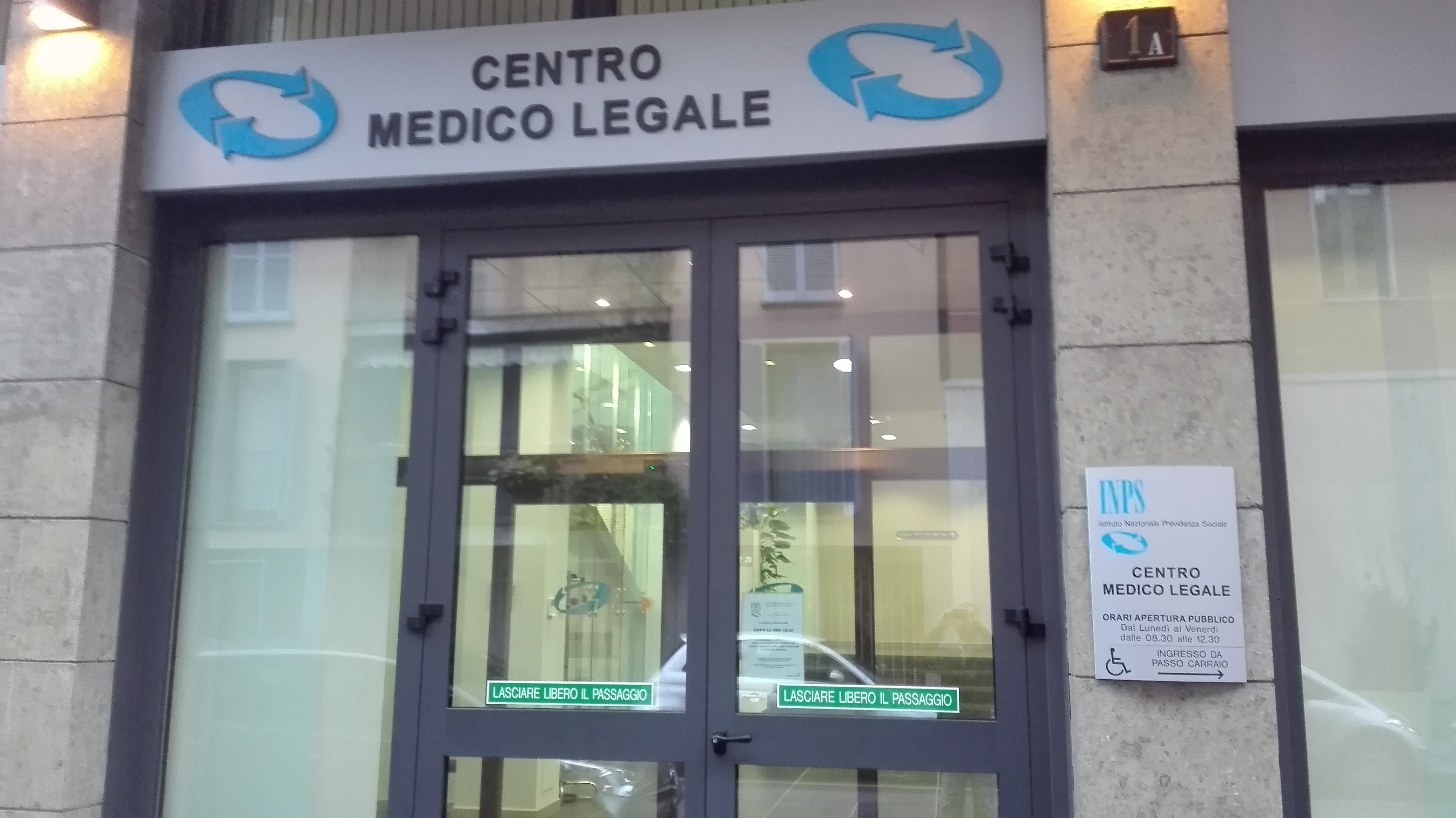
Centre médical légal INPS à Milan.

L'activité principale de l'INPS consiste à fournir des pensions et d'autres services de sécurité sociale à qui en a le droit. Il effectue également une activité de collecte des contributions.
Les services sont basés sur une relation d'assurance obligatoire et sont financés par les cotisations des travailleurs salariés, en pourcentage du salaire.

### Gestion des services
Outre les pensions, l'institut paie tous les services soutenant les revenus :
- prestations de chômage ;
- prestations de congé maladie ;
- prestations de congé de maternité ;
- allocations à l'unité familiale ;
- interventions du fonds de complément de salaire ordinaire et extraordinaire ;
- interventions du fonds de garantie des indemnités de départ ;
- interventions contre la tuberculose ;
- interventions pour les soins de thermaux ;
- allocations de mobilité ;
- interventions pour le chômage rural ;
- interventions selon la loi n. 104 du 2 mai 1990 ;
- paiement des services d'assistance fournis par la commune (chèque après le troisième fils) ;
- déclarations ISEE ;
- gestion des visites de contrôle médical des travailleurs du privé ;
- gestion des autorisations au droit aux allocations à la cellule familiale.

### Aide sociale
Les pensions de «protection sociale» (invalidité civile, intégration de la pension à un traitement minimal, contrôle social) sont considérées comme des interventions de l'État providence et elles sont gérées par l'INPS et sont majoritairement financées par les financements publics de l'INPS.

### Inspection
L'activité de vigilance de l'INPS vise à contrôler le paiement des cotisations conformément à la loi ainsi que le respect des règles au profit du salarié.
Déjà requis par la loi n. 483 du 14 novembre 1992, ce type d'activité est réglementé par l'INPS,. Les principaux objectifs sont la lutte à l'évasion fiscale, l'emploi non déclaré et le versement indu de prestations de sécurité sociale.
L'INPS publie un plan de surveillance contre les emplois non déclarés et au contrôle systématique de la régularité des paiements et de l'équité contributive. Ce plan prévoit une analyse du territoire ciblant les zones d'intervention et les entreprises à haut risque d'évasion.
Le nouveau processus de planification du plan de surveillance prévoit une forte interaction avec le siège régional qui peut suggérer une hypothèse spécifique d'action d'inspection dans son domaine de compétence.
L'INPS effectue son action d'inspection conjointement avec les inspecteurs du travail, le commandement des carabiniers, ainsi que l'INAIL, le service de prévention des entreprises de santé publiques locales et la Guardia di Finanza.

### Autres activités
L'INPS exerce d'autres activités liées à ses compétences, notamment :
- visites médicales pour vérifier l'invalidité et l'incapacité, ainsi que pour l'accès aux soins thermaux grâce à des accords avec des entreprises locales ;
- gestion de bases de données liées au calcul de l'indicateur de situation économique équivalente qui permet l'utilisation de certains avantages dans les services sociaux ;
- activités requises pour la perception des cotisations, dont l'enregistrement des entreprises, l'ouverture d'un compte d'assurance pour les travailleurs salariés et autonomes et déclaration d'affiliation ;
- octroi d'une adresse e-mail certifiée à tous les utilisateurs inscrits sur le site officiel de l'INPS[11].

## Édition
L'INPS publie la revue trimestrielle Informazione previdenziale, éditée par l'institut et consacrée aux questions relatives aux droits du travail et à la sécurité sociale.

## Aspects légaux
L'INPS, en tant qu'entité publique, ne déclare pas de bénéfices et repose sur un accord de solidarité entre les générations. L'objectif de solidarité et l'absence de profit ne font pas de l'INPS une entreprise.
La sécurité sociale est gérée par une entité publique conformément à la Constitution italienne. Cependant, l'aide du secteur privé peut être fournie gratuitement, mais selon sa Constitution la tutelle de la sécurité sociale des travailleurs est un objectif fondamental de l'État italien.
Le type d'organisme de sécurité sociale basé sur des entités publiques est conforme aux principes des droits de la Communauté Européenne. La Cour de justice de l'Union européenne a déclaré qu'un monopole légal de sécurité sociale confié à des entités publiques ne constitue pas un abus de position dominante et n'est donc pas contestable devant les autorités de la concurrence conformément à l'article 86 du traité UE.
Les rapports de l'Union européenne déclarent le droit à l'assistance et à la sécurité sociale en cas de vieillesse, sans aucune précision si ce droit doit être garanti par l'État ou des entités privées. Le droit à la sécurité sociale en cas de vieillesse n'a pas de réglementation spécifique mais est combiné avec la protection dans des cas comme la maternité, la maladie ou les accidents du travail.

## Voir également